# Paweł Górniak
Paweł Górniak (ur. 8 stycznia 1989 w Suwałkach) – polski kompozytor muzyki filmowej i producent muzyczny. Laureat 8 prestiżowych nagród, w tym Hollywood Media in Music Award, Young Composer Transatlantyk Award oraz FMF Young Talent Award. Absolwent reżyserii dźwięku. Twórca muzyki do filmów, seriali, gier i animacji. Współpracował z Netflixem, studiem Platige Image, Sony ATV, TVN oraz Canal+. Doceniony przez znanych kompozytorów m.in. Jana A.P. Kaczmarka, Johna Ottmana i Daniela Carlina. W swoich utworach łączy brzmienia orkiestry, fortepianu i syntezatorów.

## Projekty

### Filmy i seriale
- Love, Death & Robots (Miłość, Śmierć & Roboty): Fish Night (Rybia Noc), odcinek 12 (autor i wykonawca muzyki, producent muzyczny)[2]
- Szóstka – polski serial obyczajowy, wyreżyserowany przez Kingę Dębską i emitowany na antenie TVN (autor i wykonawca muzyki, producent muzyczny)
- Dangerous Words from the Fearless – film w reżyserii Davida DeLauriera i Sama Maxwella (współautor muzyki)[3]
- Belfer 2 – serial produkcji Canal+ i TVN (additional programming)
- Listy do M. 3 - film produkcji TVN (orkiestracja)
- Suita Emerald City YTA – zwycięska suita YTA 2017 (autor muzyki)[4]
- Supernova – film w reżyserii Andrzeja Cichockiego (autor muzyki)[5]
- More than transition (Więcej niż przeniesienie) – film krótkometrażowy w reżyserii Macieja Dydyńskiego (autor muzyki)
- Presence (Obecność) – film krótkometrażowy w reżyserii Marcina Ptaszyńskiego (autor muzyki)

### Gry i animacje
- Overflight – gra wydana na Oculus Rift, Oculus GO, PS VR (autor muzyki)
- Die For Valhalla! – gra MMO wydana na PS4, Switch, Xbox (autor muzyki)
- Wingspan – komputerowa adaptacja gry planszowej (autor muzyki)
  - Wingspan (Original Video Game Soundtrack)[6] – złota płyta w Polsce[7]
- Empsillnes – animacja sci-fi w reżyserii Jakuba Grygiera (autor muzyki)[8]
- Crossfire HD – cinematic do gry w reżyserii Damiana Nenowa (autor muzyki)
- Allies in War – gra MMO (autor muzyki)

## Nagrody i osiągnięcia
W 2013 roku Paweł Górniak został nominowany do prestiżowej nagrody Young Composer Transatlantyk Award na festiwalu Transatlantyk w Poznaniu znajdując się w międzynarodowym gronie dziesięciu finalistów. W 2014 w tym samym konkursie otrzymał trzecią nagrodę za utwór "Inbetween Worlds and Invations" (2014), przez jury w składzie m.in. John Ottman (X-Men, Superman), Richard Gladstein (producent Tarantino) oraz Jan A.P. Kaczmarek (laureat Oscara, Finding Neverland).
W 2016 roku otrzymał nagrodę The Mark Award przyznawaną przez Production Music Association w Santa Monica za kompozycję utworu "Starting to grow" pochodzącego z albumu Good Vibes, wyprodukowanego przez Sony/ATV Music Publishing Poland.
W 2017 roku na jubileuszowej gali Festiwalu Muzyki Filmowej w Krakowie odebrał nagrodę Young Talent Award zwyciężając w konkursie. Jego zwycięska muzyka została odegrana przez Orkiestrę Akademii Beethovenowskiej i chór Pro Musica Mundi w Tauron Arenie w Krakowie przed blisko 15.000 słuchaczy. Na gali obecni byli jedni z najbardziej uznanych kompozytorów w Hollywood tj. Jan A.P. Kaczmarek, Howard Shore, Brian Tyler, Abel Korzeniowski.
14 listopada 2018 otrzymał nagrodę Hollywood Music in Media Award (HMMA) za muzykę do zwiastuna gry Crossfire HD.